# Doguérawa
Doguérawa (auch: Dogaraoua, Dogéraoua, Doguéraoua) ist eine Landgemeinde im Departement Malbaza in Niger.

## Geographie
Doguérawa liegt am Übergang der Großlandschaft Sudan zur Sahelzone und grenzt im Süden an den Nachbarstaat Nigeria. Die Nachbargemeinden in Niger sind Malbaza im Westen, Badaguichiri im Norden, Tama im Nordosten, Galma Koudawatché im Osten und Sabon-Guida im Südosten. Bei den Siedlungen im Gemeindegebiet handelt es sich um 46 Dörfer, 43 Weiler und 4 Lager. Der Hauptort der Landgemeinde ist das Dorf Doguérawa. Es liegt auf einer Höhe von 294 m. Weitere größere Dörfer in der Gemeinde sind Galmi, Gounfara und Kawara. Durch das Gemeindegebiet verläuft das Trockental Maggia.

## Geschichte
Die französische Kolonialverwaltung richtete Anfang des 20. Jahrhunderts einen Kanton in Doguérawa ein, dessen erster Kantonschef Ibrahim el Dassouki wurde, der vormalige und zu Gunsten seines Sohnes abgesetzte Sultan von Agadez. Der Kanton Doguérawa wurde 1964 dem neu geschaffenen Arrondissement (und späteren Departement) Birni-N’Konni zugeschlagen und erhielt zusätzlich den Status eines Verwaltungspostens (poste administratif) im Gebiet des Arrondissements. Der Verwaltungsposten wurde 1973 nach Malbaza-Usine verlegt, den Industrievorort der Nachbargemeinde Malbaza. Die Landgemeinde Doguérawa ging 2002 bei einer landesweiten Verwaltungsreform aus dem Kanton Doguérawa hervor, aus dem im Zuge dessen Malbaza als eigenständige Landgemeinde herausgelöst wurde. Seit 2011 gehört die Landgemeinde nicht mehr zum Departement Birni-N’Konni, sondern zum neugeschaffenen Departement Malbaza.

## Bevölkerung

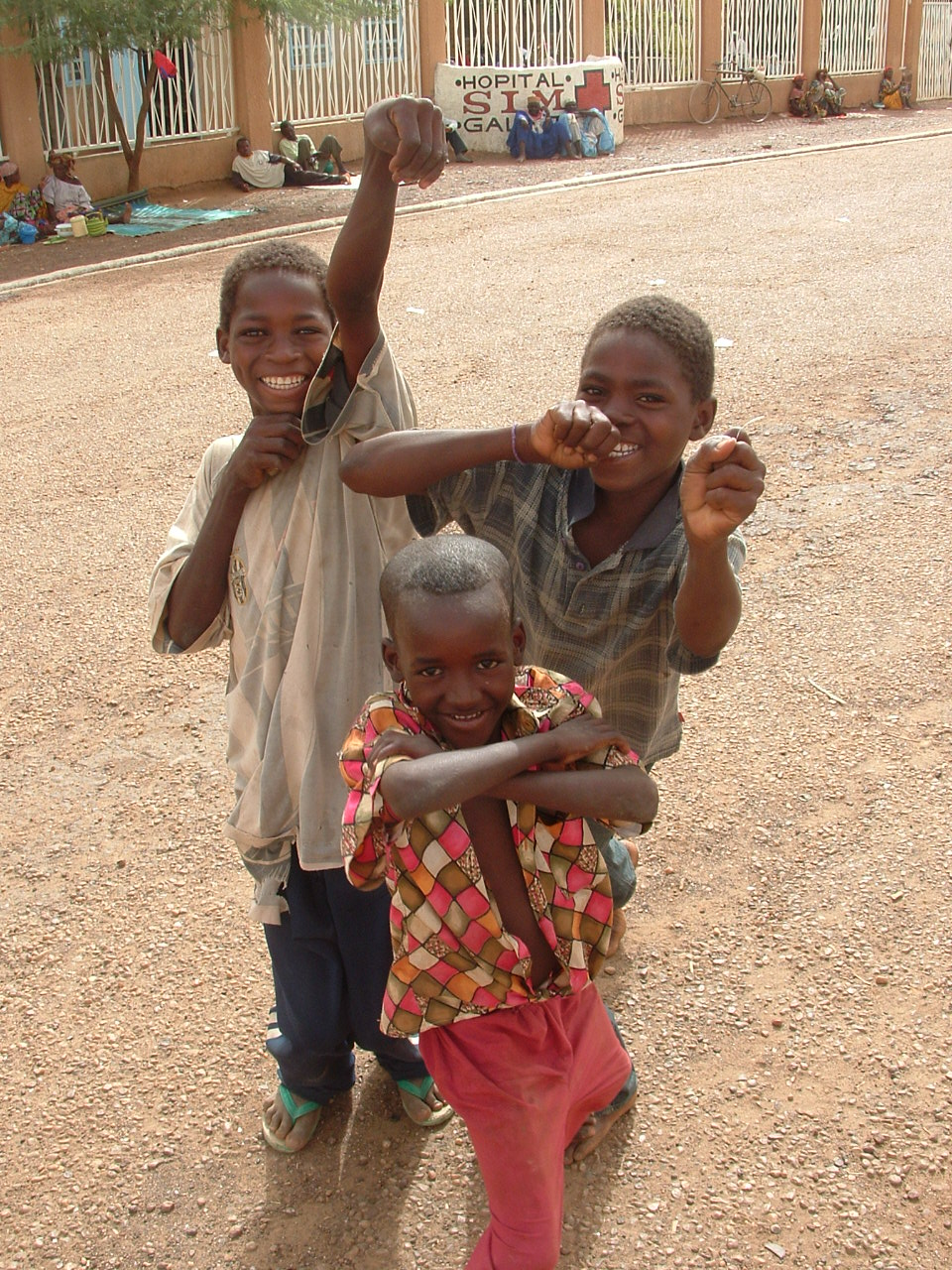
Buben im Dorf Galmi in Doguérawa (2006)

Bei der Volkszählung 2012 hatte die Landgemeinde 117.975 Einwohner, die in 19.222 Haushalten lebten. Bei der Volkszählung 2001 betrug die Einwohnerzahl 82.794 in 13.957 Haushalten.
Im Hauptort lebten bei der Volkszählung 2012 8673 Einwohner in 1553 Haushalten, bei der Volkszählung 2001 7188 in 1216 Haushalten und bei der Volkszählung 1988 3794 in 619 Haushalten.

## Politik
Der Gemeinderat (conseil municipal) hat 25 gewählte Mitglieder. Mit den Kommunalwahlen 2020 sind die Sitze im Gemeinderat wie folgt verteilt: 14 PNDS-Tarayya, 4 ADR-Mahita, 3 RANAA, 2 PJP-Génération Doubara, 1 MODEN-FA Lumana Africa und 1 MPN-Kiishin Kassa.
Jeweils ein traditioneller Ortsvorsteher (chef traditionnel) steht an der Spitze von 44 Dörfern in der Gemeinde, darunter dem Hauptort.

## Wirtschaft und Infrastruktur
Die Gemeinde liegt in jener schmalen Zone entlang der Grenze zu Nigeria, die von Tounouga im Westen bis Malawa im Osten reicht und in der Bewässerungsfeldwirtschaft für Cash Crops betrieben wird. In den 1960er Jahren wurden die Kawara-Talsperre und die Mouléla-Talsperre, in den 1970er Jahren die Guidan-Magagi-Talsperre und in den 1980er Jahren die Guidan-Kodidi-Talsperre errichtet. Im Dorf Galmi befindet sich ein bedeutender Markt für Zwiebeln, die bis nach Niamey, Burkina Faso, Nigeria und der Elfenbeinküste verkauft werden. Der erstmals 1975 gezüchtete Violet de Galmi gilt als eine der bekanntesten Zwiebelsorten Westafrikas. Das staatliche Versorgungszentrum für landwirtschaftliche Betriebsmittel und Materialien (CAIMA) unterhält eine Verkaufsstelle im Hauptort.

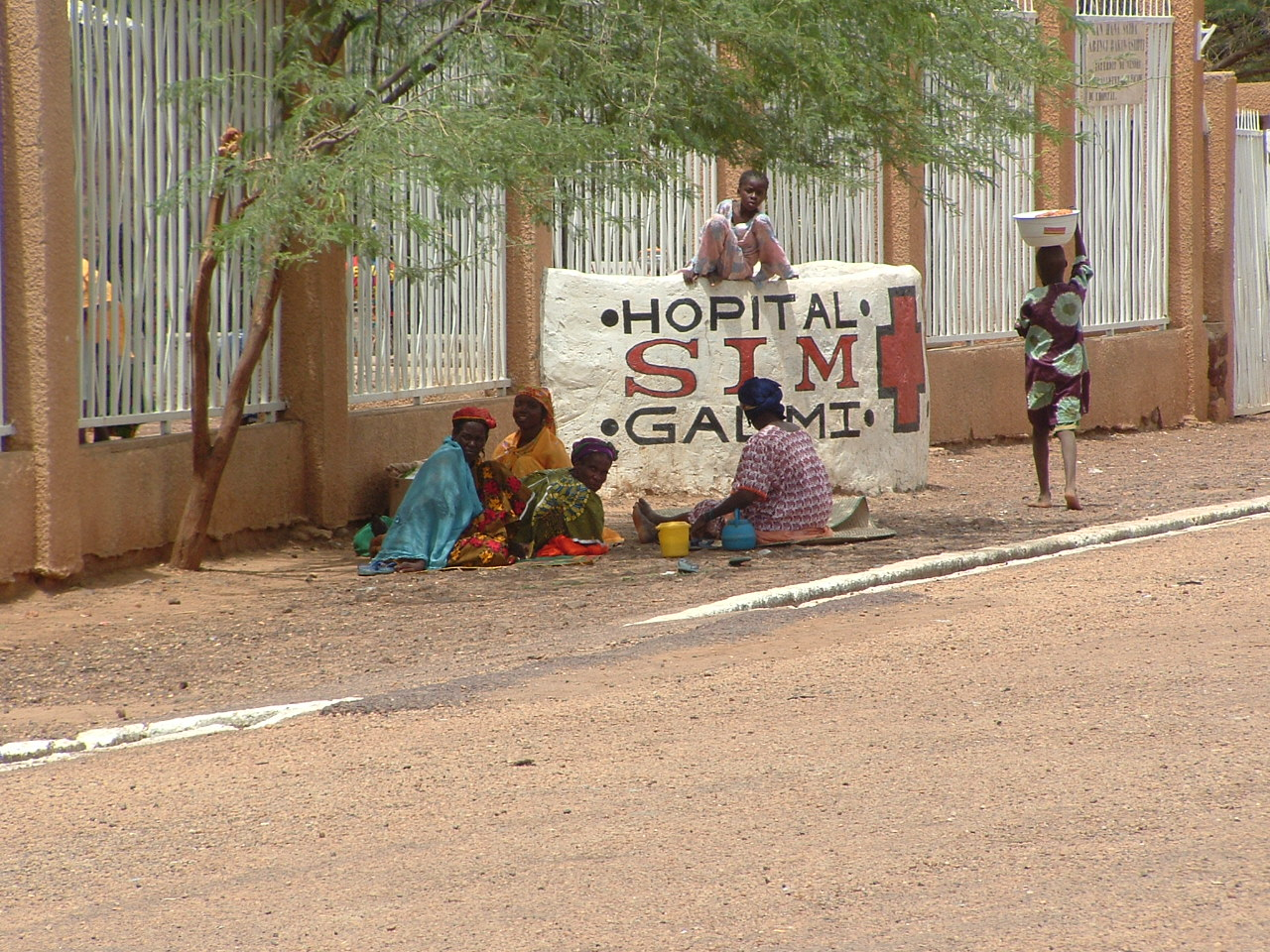
SIM-Krankenhaus in Galmi (2006)

Gesundheitszentren des Typs Centre de Santé Intégré (CSI) sind im Hauptort sowie in den Siedlungen Galmi, Gounfara, Kawara und Sabonga vorhanden. Das Gesundheitszentrum im Hauptort verfügt über ein eigenes Labor und eine Entbindungsstation. Die christliche Missionsorganisation Serving In Mission (SIM) betreibt in Galmi ein Privatkrankenhaus. Der CEG Doguérawa und der CEG Galmi sind allgemein bildende Schulen der Sekundarstufe des Typs Collège d’Enseignement Général (CEG). Beim Centre de Formation aux Métiers de Doguérawa (CFM Doguérawa) handelt es sich um ein Berufsausbildungszentrum.
Doguérawa liegt an der Nationalstraße 1, die hier Teil der internationalen Fernstraße Dakar-N’Djamena-Highway ist.

## Persönlichkeiten
- Sani Magori (* 1971), Filmregisseur